# 力學概念評量
力學概念評量（Force Concept Inventory）簡稱FCI，是在物理學習一學期後，評量學生程度的工具，由David Hestenes、Halloun、Wells及Swackhamer提出（1985年）。是第一個這類的概念評量，後來其他人也針對不同主題開發了不同的評量。力學概念評量是設計來評估學生對於经典力学中力的概念的瞭解程度。Hestenes（1998年）曾提到「將近80%（修習大學普通物理的學生）在課堂一開始可以陳述牛顿运动定律，不過根據FCI的資料，學期末只有不到15%真正的理解牛顿运动定律。」在不同學校的資料也有類似的情形，因此讓物理教育研究的群體認知到要讓學生主動參與課程的重要性。

## 性別差異
在一些教育性別平等的研究中，發現FCI有一些對男性有利的性別差異。男性的分數平均比女性要高10%。